# Торговая книга
«Книжка описательная, како молодым людям торг вести и знати всему цену, и отчасти в ней описаны всяких земель товары различные, их же привозят на Русь Немцы и иных земель люди торговые» («Торговая книга») — первая русская книга по товароведению и метрологии, датируемая 1575—1610 годами.

## Назначение
Эта торговая книга, датируемая её публикатором И. П. Сахаровым 1575—1610 годами, не имеет ничего общего с современными ей купеческими торговыми книгами (с бухгалтерскими записями торговых операций, доходов и расходов), которые сохранились в архивах. Книга была написана как руководство для русских купцов, но, в отличие от схожих руководств, написанных в то же время в других странах, в ней перечислены лишь меры весов и монет и приведены списки импортируемых и экспортируемых товаров с некоторыми указаниями цен, но не приведены ни торговые пути, ни места и условия торговли, нет также информации о государствах, с которыми Русь имела торговые связи.
Кроме того, что книга была написана человеком опытным и сведущим в торговых делах, осторожным и хорошо знающим русскую торговлю того времени, личность, мотивы и цели автора в точности неизвестны.
Опубликованы три списка книги; исследователи предполагают, что их было больше, что показывает распространённость торговой книги среди московского купечества; при этом других русских торговых книг со схожим содержанием не найдено.

## Содержание
Книга состоит из трёх частей. В первой — перечислена существовавшая система мер и весов. Во второй части описаны «чужеземные товары», которые импортируются в Россию. Третья часть посвящена товарам, импортируемым из Руси за границу.